# دار السلام (أسوان)
قرية دار السلام هي إحدى القرى التابعة لمركز نصر النوبة في محافظة أسوان في جمهورية مصر العربية.